# Ericq Pierre
Ericq Pierre (ur. 1945) – haitański ekonomista i polityk, 27 kwietnia 2008 desygnowany na premiera Haiti, 12 maja 2008 nie uzyskał zatwierdzenia na stanowisku przez Izbę Deputowanych.
Ericq Pierre przez lata był przedstawicielem Haiti przy Międzyamerykańskim Banku Rozwoju z siedzibą w Waszyngtonie (Inter-American Development Bank). Po rezygnacji ze stanowiska premiera przez Rosny Smartha, Pierre został 28 lipca 1997 mianowany jego następcą przez prezydenta René Prévala. Jednakże 26 sierpnia 1997 jego kandydatura została odrzucona przez parlament, głosami 9 do 43. Pierre, który na stałe mieszkał w Waszyngtonie, nie spełnił konstytucyjnego wymogu zamieszkiwania na Haiti przez co najmniej 5 lat przed objęciem urzędu premiera.
27 kwietnia 2008, w następstwie usunięcia z urzędu przez Senat premiera Jacques’a-Édouarda Alexis, prezydent Préval ponownie mianował Pierre’a na stanowisko szefa rządu. Kandydaturę Pierre’a musiała zostać także zaakceptowana przez parlament. Musiał on również przedstawić akta urodzenia dziadków, by potwierdzić swoje haitańskie obywatelstwo.
7 maja 2008 haitański Senat zatwierdził kandydaturę Ericqa Pierre’a na stanowisku premiera stosunkiem głosów 17 do 9, przy 2 wstrzymujących się. Jednakże 12 maja 2008 Izba Deputowanych odrzuciła jego kandydaturę, głosami 35 do 51 i 9 wstrzymującymi się. Deputowani stwierdzili, iż nie przekonał ich plan rozwiązania kryzysu, zaproponowany przez premiera elekta. Po raz kolejny pojawiły się również obiekcje, co do jego dokumentów poświadczających haitańskie obywatelstwo. W tej sytuacji prezydent Preval był zobowiązany wskazać innego kandydata na stanowisko szefa rządu.